# 홀터 그레이엄
홀터 그레이엄(Holter Graham, 1972년 2월 11일 ~ )은 미국의 배우, 성우, 영화 제작자이다.
볼티모어에서 태어났다.

## 출연 작품
- 오프스프링 (2009년)
- 베로니카, 죽기로 결심하다 (2009년)
- Six Ways to Sunday (1997)
- 아름다운 비행 (1996년) - 베리 스틱랜드 역
- 에드가 알란 포우의 검은 고양이 (1990년)
- 헤어스프레이 (1988년)
- 맥시멈 오버드라이브 (1986년)

### 텔레비전
- 레스큐 미 (2006)
- 아미 와이브즈 (2009)